# Vieille église Saint-Michel de Vareš
Pour les articles homonymes, voir Église Saint-Michel.
La Vieille église Saint-Michel est située en Bosnie-Herzégovine, sur le territoire de la ville de Vareš et dans la municipalité de Vareš. Elle a été construite avant 1516 et est inscrite sur la liste des monuments nationaux de Bosnie-Herzégovine.